# باشگاه فوتبال کونگلتون تاون
باشگاه فوتبال کونگلتون تاون (به انگلیسی: Congleton Town Football Club) یک باشگاه فوتبال در شهر کونگلتون، کشور انگلستان است که در سال ۱۹۰۱ میلادی تأسیس شده‌است.